# De Longovy ostrovy
De Longovy ostrovy (rusky Острова Де-Лонга; jakutsky Де Лоҥ Aрыылара) je neobydlené souostroví, které se často považuje za součást Novosibiřských ostrovů. Nachází se severovýchodně od ostrova Nová Sibiř.

## Geografie
Souostroví tvoří ostrov Jeannette, ostrov Henrietta, Bennetův ostrov, ostrov Vilkického a Žochovův ostrov. Těchto pět ostrovů má celkovou plochu 228 km². Bennetův ostrov je největším ostrovem a má také nejvyšší bod souostroví ve výšce 426 metrů. Všechny ostrovy leží kolem 77° severní zeměpisné šířky, jsou částečně pokryty ledovci, které stoupají k vrcholům.
V roce 1996 byla celková plocha těchto ostrovů pokrytých ledovými čepicemi a ledovci 80,6 km². Tato skupina ostrovů patří dle správního rozdělení Ruska do republiky Sacha.
| Název ostrova | cyrilice           | Plocha (km²) | Umístění             |
| ------------- | ------------------ | ------------ | -------------------- |
| Bennettův     | Остров Беннетта    | 150          | 76° s. š., 42° v. d. |
| Henrietta     | Остров Генриетты   | 12           | 77° s. š., 5° v. d.  |
| Jeannette     | Остров Жаннетты    | 3.3          | 76° s. š., 47° v. d. |
| Žochovův      | Остров Жохова      | 77           | 76° s. š., 9° v. d.  |
| Vilkického    | Остров Вилькицкого | 1.5          | 75° s. š., 42° v. d. |

## Geologie
Na De Longových ostrovech byly zmapovány horniny časného paleozoika, střední paleozoika, křídy a neogénu. Ze staršího paleozoika jsou známé kambrické a ordovické sedimentární horniny protkané menším množstvím vápence. Ze středního paleozoika se horniny skládají ze vrás a čedičových zlomů, andezitových a dioritických vulkanických klastů, tufů, lávy, dajky a ložní žil. Křídové horniny jsou složeny z čedičů a vložených argillitů, pískovců a drobného uhlí. Nejmladší kameny nalezené na De Longových ostrovech jsou neogenní čedičové vulkanické horniny.

### Kvartérní geologie
Ostrovy byly kdysi hlavními kopci Velké arktické nížiny, které kdysi tvořily severní část pozdně pleistocenní „Beringie“ mezi Sibiří a Aljaškou během posledního glaciálního maxima (pozdní weichselianské zalednění). Ostrovy byly součástí 1,6 miliónů kilometrů čtverečných velké suboeriální Velké arktické nížiny, která nyní leží zatopená Severním ledovým oceánem a Výchosibiřským mořem. V největším rozsahu této roviny během posledního glaciálního maxima byla hladina moře 100–120 metrů pod dnešní hladinou moře a pobřeží se nacházelo 700 až 1000 metrů severně od jeho dnešní aktuální polohy. Tato planina nebyla ani během pozdního pleistocénu, ani během posledního glaciálního maxima příliš zaledněna, protože ležela ve srážkovém stínu severoevropského ledového příkrovu. Velká arktická nížina byla zatopena mořem, s výjimkou Novosibiřských a dalších izolovaných ostrovů, v relativně krátkém časovém rozpětí 7 tisíc let během raného středního holocénu.
Během extrémně chladného polárního podnebí posledního glaciálního maxima (pozdní weichselianské zalednění), 17 až 24 tisíc let před naším letopočtem, se na De Longových ostrovech vytvořily malé ledovce, zbytky těchto ledovců jsou zachovány na ostrovech Jeannette, Henrietta a Bennett. Na Žochovově ostrově jsou zachovány stopy bývalého svahu pozdního weichselianu a karové ledovce pohřbené pod nánosy ledu.

## Historie

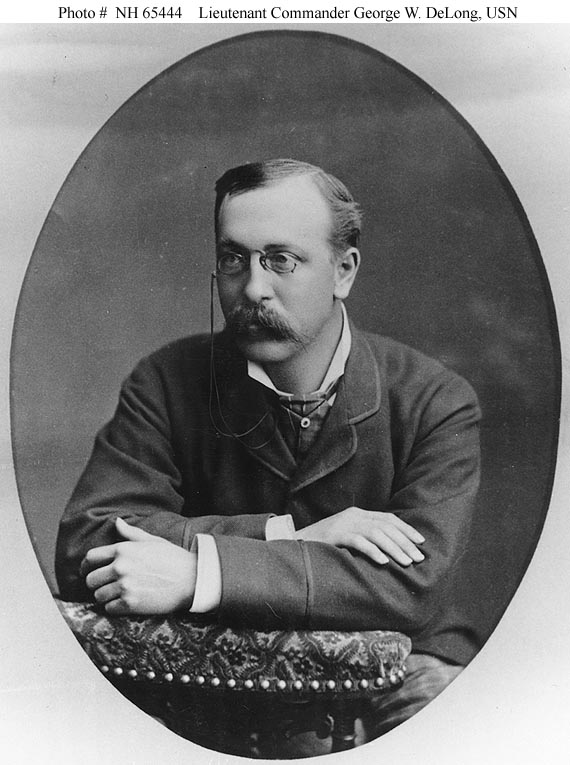
George W. DeLong

Ostrov Jeannette, ostrov Henrietta a Bennetův ostrov byly objeveny v roce 1881 nešťastnou expedicí Jeannette, pojmenovanou po lodi USS Jeannette a pod velením nadporučíka George W. De Longa.
V srpnu 1901, během ruské polární expedice v letech 1900–1902, mířila ruská arktická loď Zarja přes moře Laptěvů a hledala legendární Sannikovovu zemi, ale brzy zůstala zablokována plovoucím ledem na Novosibiřských ostrovech. V průběhu roku 1902 pokračovaly pokusy dosáhnout Sannikovovy země, považované za De Longovy ostrovy, zatímco Zarja byla uvězněna v rychlém ledu. V listopadu 1902 opustili ruský arktický průzkumník baron Eduard Toll a tři společníci loď, zatímco cestovali pryč z Bennetova ostrova směrem na jih na volných ledových krách.
Vilkického ostrov (Východosibiřské moře) a Žochovův ostrov objevil Boris Vilkickij během hydrografické expedice ruského carského námořnictva v Severním ledovém oceánu v letech 1913 a 1914. Leží o něco dále na jih (asi 76° s. š.) a jsou nezaledněné.
Ostrov Henrietta byl místem výzkumné stanice od roku 1937 do roku 1963.

## Suverenita
Někteří jednotlivci z USA prosazují americké vlastnictví ostrovů Jeannette, Henrietta a Bennet v De Longových ostrovech. Vláda USA toto tvrzení nepodporuje. Po svém objevu v roce 1881 De Long prohlásil ostrovy vlastnictvím USA a nahlásil americkému ministerstvu námořnictva, že jeho loď přistála na ostrově Henrietta a zmocnila se jej. V průběhu roku 1916 vydal ruský velvyslanec v Londýně oficiální oznámení v tom smyslu, že carská vláda považovala tyto ostrovy za nedílnou součást ruské říše. Tento územní nárok byl později udržován Sovětským svazem. Usnesení senátu státu Aljaška z roku 1988 podpořilo nárok Američanů na ostrovy, ale během roku 1994 Nejvyšší soud státu Aljaška rozhodl ve věci D. Denardo v. Stát Aljaška, že Benettův ostrov, spolu s několika dalšími ostrovy, není součástí Aljašky. Ministerstvo zahraničí Spojených států tvrdilo, že Spojené státy nikdy na žádný z ostrovů nevznesly nárok a USA je uznávají jako ruské území.

## Galerie

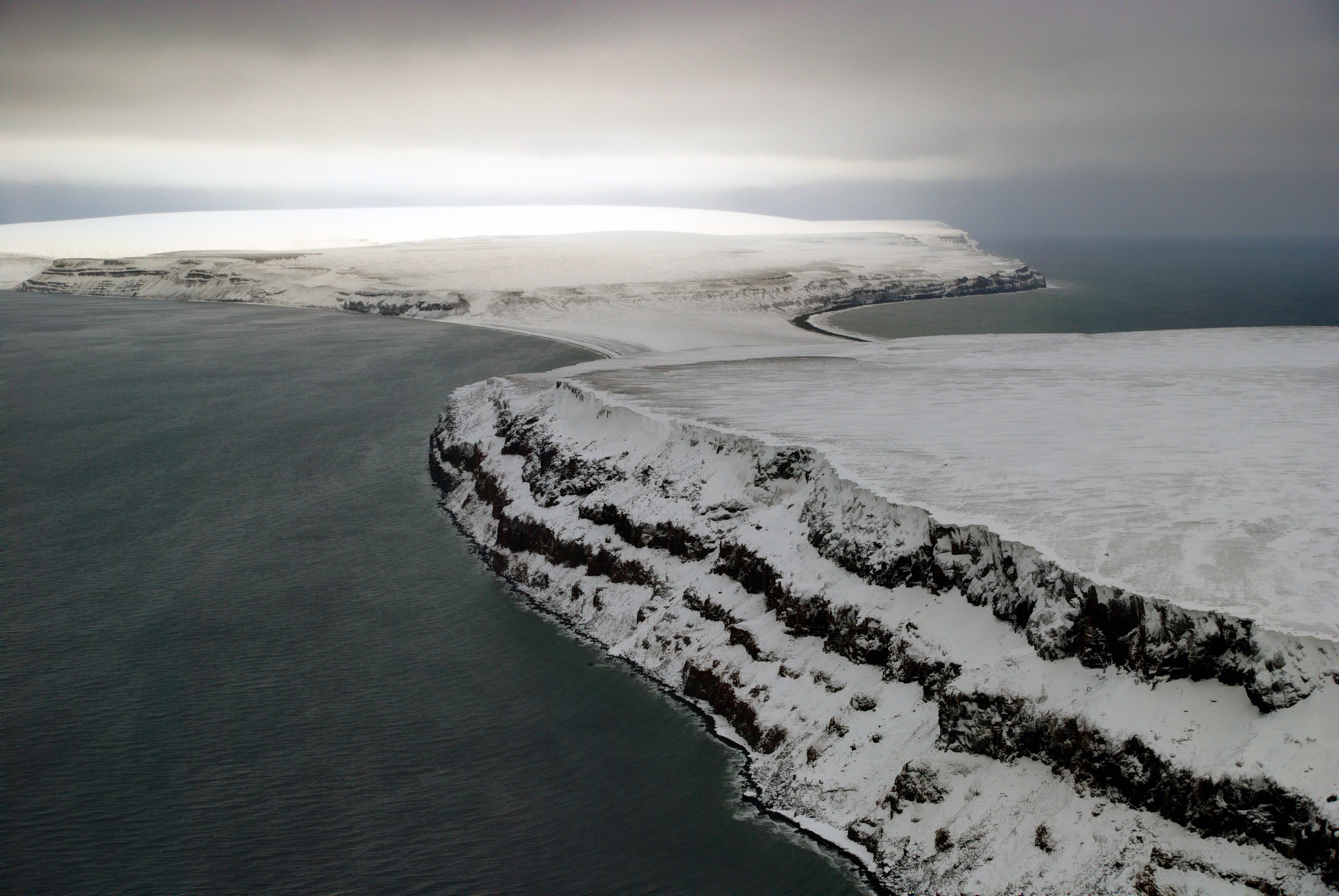
Východní konec ostrova Bennett s jeho zaledněným tombolo v pozadí
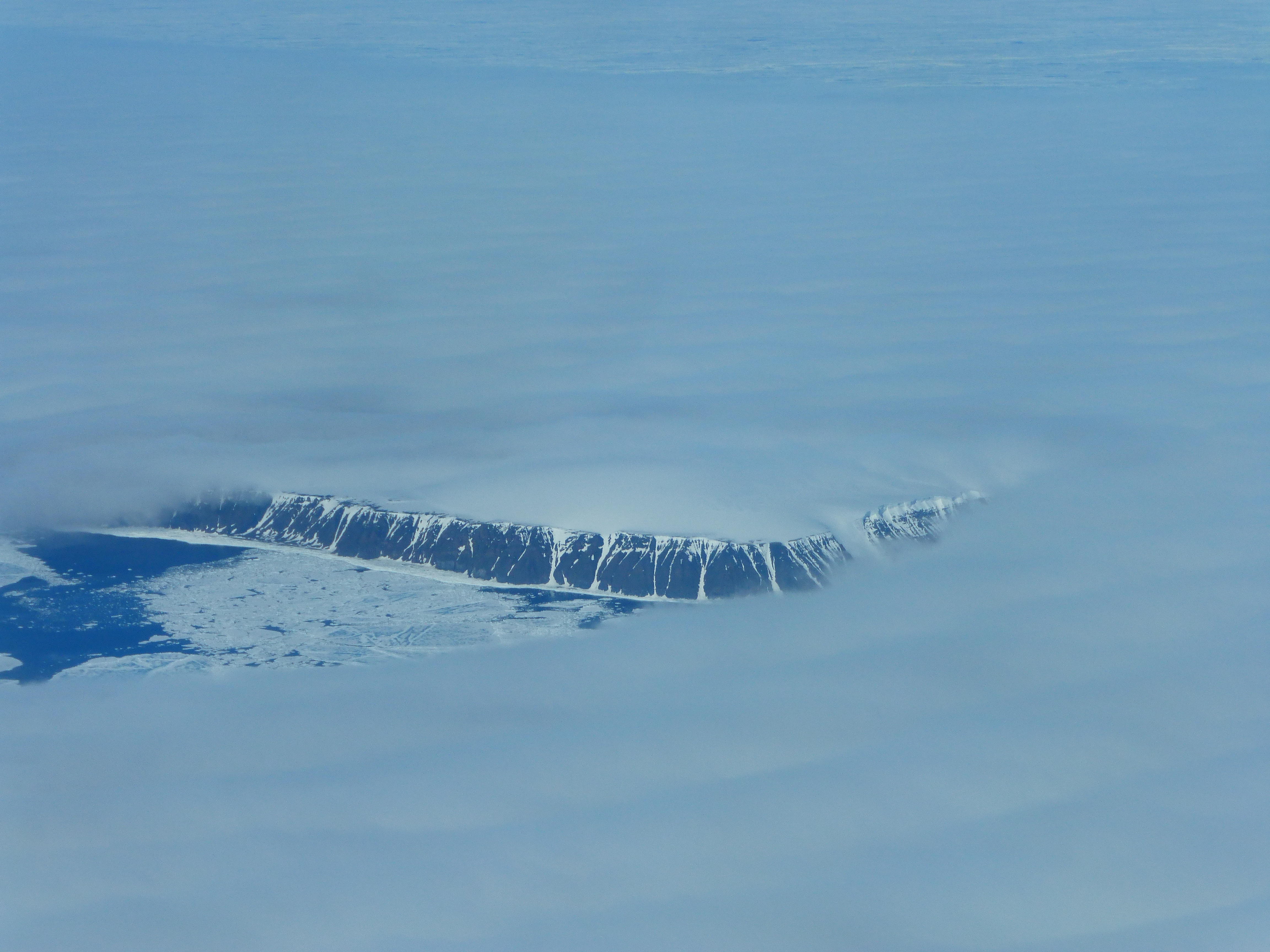
Tmavé pobřežní útesy ostrova Henrietta
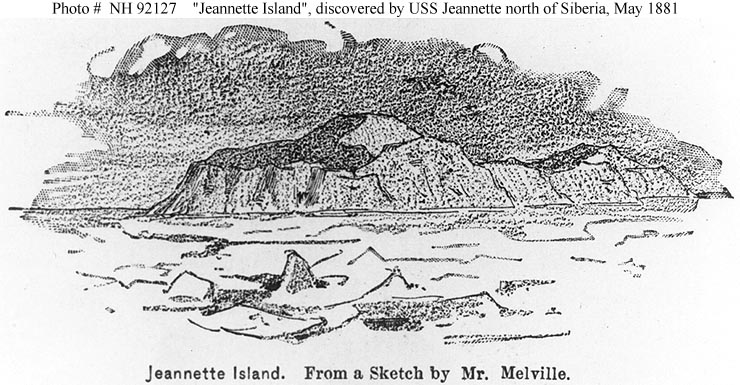
Kresba ostrova Jeannette z roku 1881
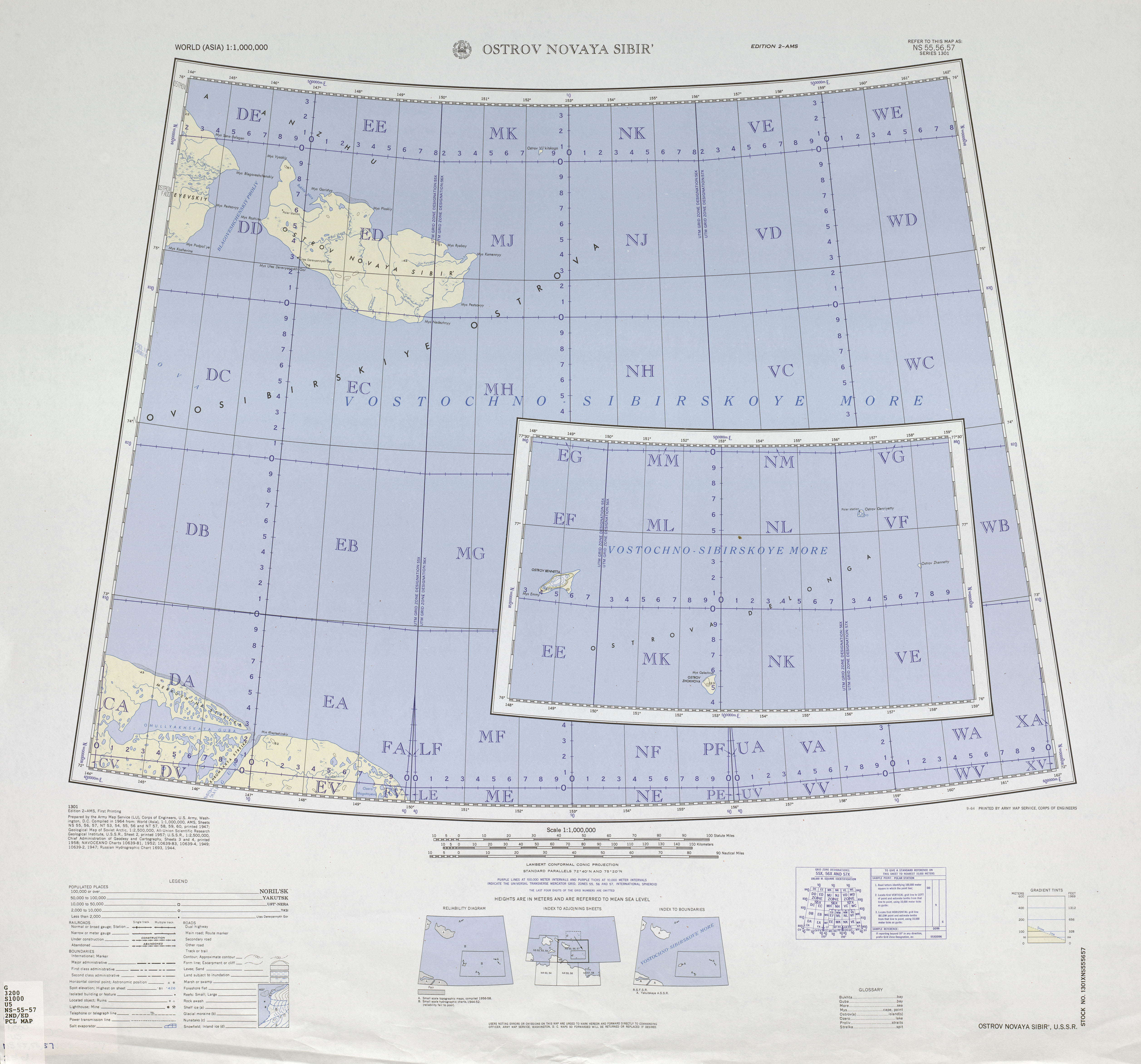
Mapa De Longových ostrovů z roku 1964
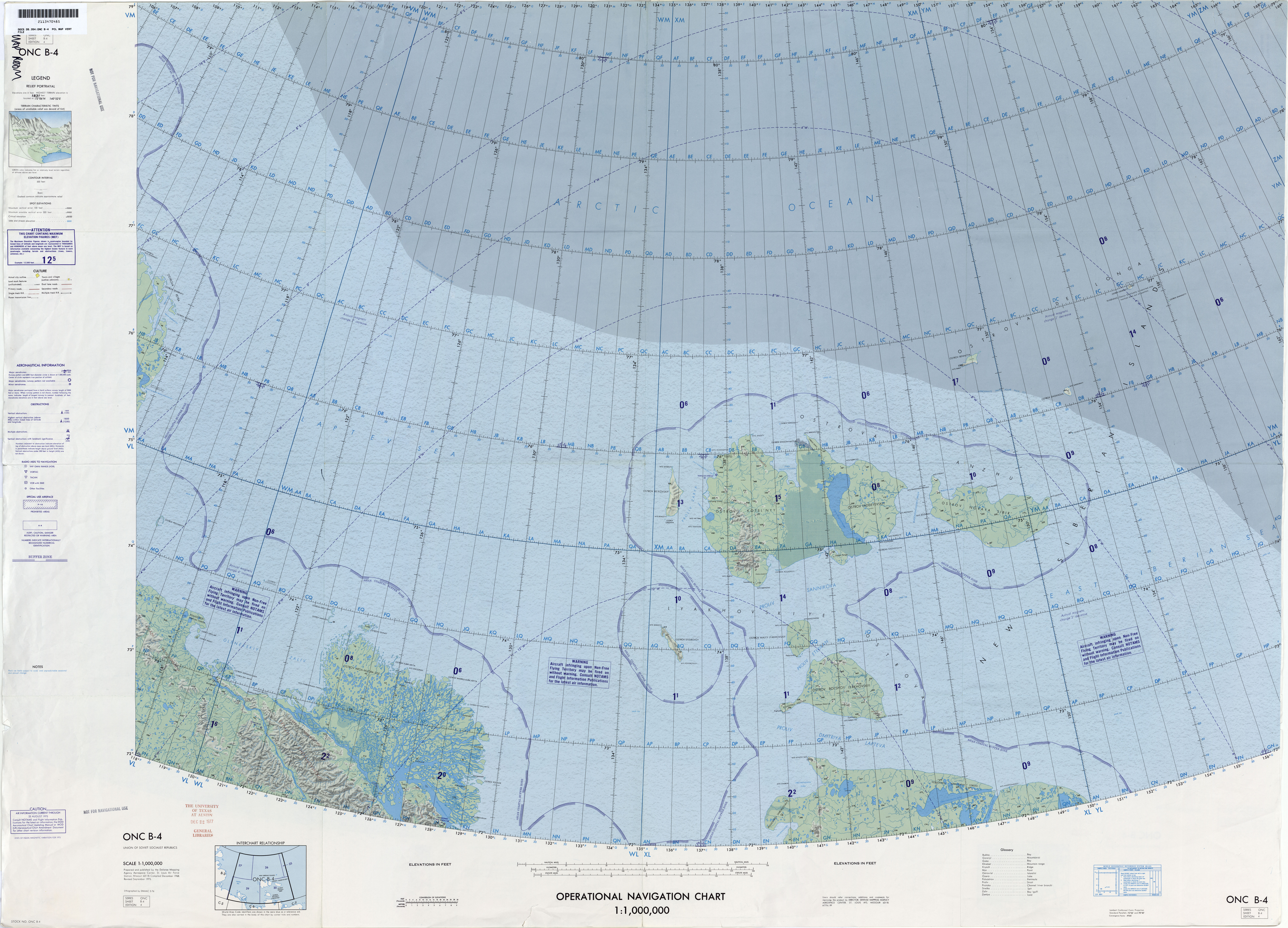
Mapa De Longových ostrovů sestavená roku 1968